# Aegon Arena

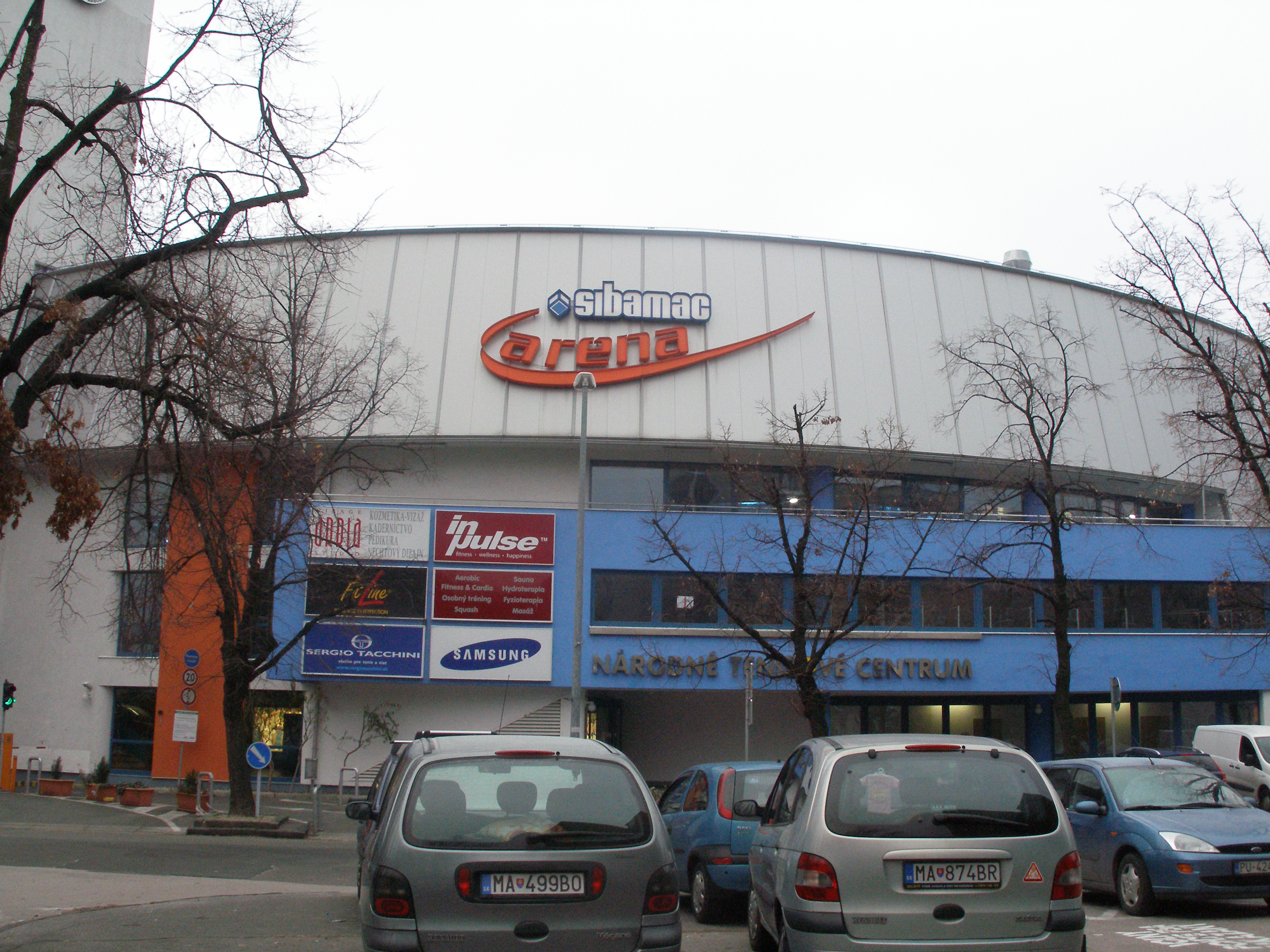
Sibamac Arena

Aegon Arena (dawniej Sibamac Arena) – część Narodowego Słowackiego Centrum Tenisowego w Bratysławie na Słowacji. Pojemność obiektu wynosi 4500 osób.
Arena gościła m.in. koncerty i mecze tenisowe, w tym finał Pucharu Davisa 2005 pomiędzy Słowacją i Chorwacją.